# Гномон (фигура)

Закрашенная фигура АEFGCB - Гномон, для DGFE

Гномон — геометрическая фигура, которая при соответствующем соединении с другой фигурой, образует фигуру, ей подобную.
Например, если взять параллелограмм {\displaystyle ABCD} и построить подобный параллелограмм {\displaystyle DEFG} с общим углом {\displaystyle D}, то фигура {\displaystyle ABCGFE} будет являться гномоном для фигуры {\displaystyle DEFG}.

## Гномон и фигурные числа
Пифагорейцы исследовали фигурные числа. Стало известно, что эти числа можно получить, добавив гномон к предыдущему фигурному числу.
Например, гномоном четырехугольного числа (квадрата) является нечетное число. Общий вид нечётного числа — {\displaystyle 2n+1}, число {\displaystyle n} может быть равно 1, 2, 3... Например, если рассмотреть квадрат 8 (он равен 64), то он будет выглядеть как таблица:
| 8 | 8 | 8 | 8 | 8 | 8 | 8 | 8 |
| 8 | 7 | 7 | 7 | 7 | 7 | 7 | 7 |
| 8 | 7 | 6 | 6 | 6 | 6 | 6 | 6 |
| 8 | 7 | 6 | 5 | 5 | 5 | 5 | 5 |
| 8 | 7 | 6 | 5 | 4 | 4 | 4 | 4 |
| 8 | 7 | 6 | 5 | 4 | 3 | 3 | 3 |
| 8 | 7 | 6 | 5 | 4 | 3 | 2 | 2 |
| 8 | 7 | 6 | 5 | 4 | 3 | 2 | 1 |

Чтобы из таблицы, демонстрирующей квадрат числа {\displaystyle n}, получить таблицу для демонстрации квадрата числа {\displaystyle n+1}, нужно добавить к таблице {\displaystyle 2n+1} дополнительные клетки: по одному числу слева от каждой строки, по одному числу сверху от каждого столбца и ещё одно число в угол. Например, чтобы из таблицы для семёрки получить таблицу для восьмёрки, нужно добавить к таблице 15 элементов. Число клеток (в данном примере 64) и является квадратом числа.
С помощью этого метода можно доказать, что сумма первых {\displaystyle n} нечетных чисел равна {\displaystyle n^{2}}. Так, в упомянутой фигуре всего 1 + 3 + 5 + 7 + 9 + 11 + 13 + 15 = 64 клетки, а это и есть {\displaystyle 8^{2}}.